# Brongniartia nudiflora
Brongniartia nudiflora är en ärtväxtart som beskrevs av Sereno Watson. Brongniartia nudiflora ingår i släktet Brongniartia och familjen ärtväxter. Inga underarter finns listade i Catalogue of Life.